# Nemum equitans
Nemum equitans là loài thực vật có hoa trong họ Cói. Loài này được (Kük.) J.Raynal mô tả khoa học đầu tiên năm 1973.